# Équipe cycliste Elkov-Kasper

Ancien logo de l'équipe PSK Whirlpool-Author.

L'équipe cycliste Elkov-Author (anciennement Whirlpool) est une équipe de cyclisme sur route professionnelle tchèque. Créée en 2000, elle possède le statut d'équipe continentale professionnelle de 2008 à 2009 et participe principalement aux épreuves de l'UCI Europe Tour. En 2010 elle reprend un statut d'équipe continentale qu'elle avait à ses débuts.

## Histoire de l'équipe
En 2015, l'équipe change de nom et redevient Whirlpool-Author. 
En 2017, l'équipe est renommée Elkov-Author. Elle est suspendue trente jours du 4 mai au 3 juin, à la suite des contrôles positifs de Michal Brazda et Jan Kovar, tous les deux suspendus 4 ans.

## Principales victoires

### Courses d'un jour
- Mémorial Andrzej Trochanowski : František Raboň (2005), André Schulze (2010), Alois Kaňkovský (2016, 2017, 2018, 2019)
- Mémorial Henryk Łasak : Petr Benčík (2006) et Alois Kaňkovský (2015), Michael Kukrle (2021)
- Grand Prix Kralovehradeckeho kraje : Paweł Franczak (2014)
- Mémorial Roman Siemiński : Alois Kaňkovský (2015, 2017, 2018, 2019)
- Visegrad 4 Bicycle Race-GP Slovakia : Alois Kaňkovský (2015, 2017, 2019)
- Visegrad 4 Bicycle Race-GP Hungary/Kerekparverseny : Alois Kaňkovský (2015), Michal Schlegel (2021), Adam Ťoupalík (2022 et 2023)
- Memorial im. J. Grundmanna J. Wizowskiego : Vojtěch Hačecký (2016)
- Puchar Ministra Obrony Narodowej : Alois Kaňkovský (2016, 2017)
- Visegrad 4 Bicycle Race-GP Czech Republic : Alois Kaňkovský (2018), Adam Ťoupalík (2021, 2022 et 2023)
- Trofej Umag-Umag Trophy : Alois Kaňkovský (2019) et Adam Ťoupalík (2023)
- Visegrad 4 Bicycle Race-GP Poland : Alois Kaňkovský (2019), Lukáš Kubiš (2024)
- Mémoriał Jana Magiery : Michael Boroš (2022)
- GP Goriska & Vipava Valley : Adam Ťoupalík (2023)
- Grand Prix Vorarlberg : Michael Boroš (2023)
- Kirschblütenrennen : Lukáš Kubiš (2024)

### Courses par étapes
- Tour de Slovaquie : František Trkal (2001)
- Małopolski Wyścig Górski : Ondřej Fadrny (2004)
- Tour de Saxe : Patrik Sinkewitz (2009)
- Tour de Haute-Autriche : Leopold König (2010) et Petr Benčík (2011)
- Czech Cycling Tour : Leopold König (2010), Stanislav Kozubek (2011), František Padour (2012), Josef Černý (2017)
- Dookoła Mazowsza : Alois Kaňkovský (2017), Michael Kukrle (2020)
- Okolo Jižních Čech : Josef Černý (2017), Michael Kukrle (2018)
- Tour du Loir-et-Cher : Jan Bárta (2019), Michael Kukrle (2022)
- Tour of Malopolska : Michal Schlegel (2021)
- Course de Solidarność et des champions olympiques : Jan Bárta (2021)
- Tour du Pays de Montbéliard : Michael Kukrle (2022)
- Grand Prix cycliste de Gemenc : Filip Řeha (2023)

### Championnats nationaux
- Championnats de Grèce sur route : 1
  - Contre-la-montre : 2007 (Geórgios Téntsos)
- Championnats de République tchèque sur route : 30
  - Course en ligne : 2000 (Miloslav Kejval), 2006 (Stanislav Kozubek), 2007 (Tomáš Bucháček), 2008 (Petr Benčík), 2009 (Martin Mareš), 2010 et 2011 (Petr Benčík), 2018 (Josef Černý), 2019 (František Sisr), 2020 (Adam Ťoupalík), 2021 (Michael Kukrle), 2022 (Matěj Zahálka), 2024 (Tomáš Přidal)
  - Contre-la-montre : 2007 (Stanislav Kozubek), 2011 (Jiří Hudeček), 2018 (Josef Černý), 2019, 2022 (Jan Bárta)
  - Course en ligne espoirs : 2004 (Martin Mareš), 2005 (František Raboň), 2006 (Pavel Zitta), 2007 (Jakub Danačík), 2023 (Daniel Mráz)
  - Contre-la-montre espoirs : 2004, 2005 (František Raboň), 2014 (David Dvorský), 2018, 2019, 2020 (Jakub Otruba), 2024 (Daniel Rubeš)
- Championnats de Slovaquie sur route : 3
  - Course en ligne : 2004 (Martin Riška), 2024 (Lukáš Kubiš)
  - Contre-la-montre : 2024 (Lukáš Kubiš)

## Classements UCI

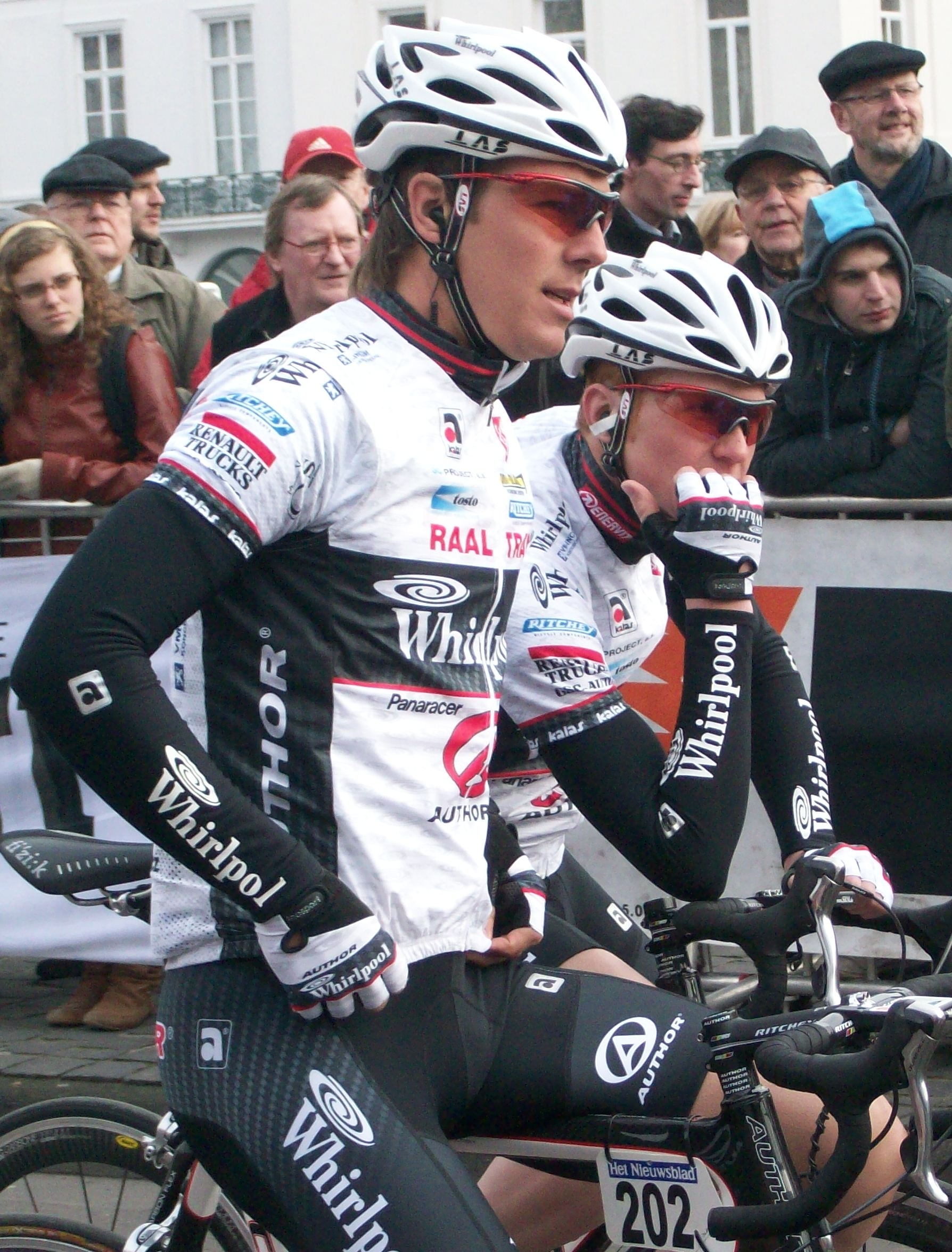
Vojtech Dlouhy lors du Circuit Het Nieuwsblad 2009

De 1999 à 2004, le classement UCI par équipes est divisé entre GSI, GSII et GSIII. L'équipe PSK est classée parmi les Groupes Sportifs III (GSIII), la troisième division des équipes cyclistes professionnelles. Le classement donné ci-dessous pour cette période est celui de l'équipe en fin de saison.
| Saison | Classement par équipes | Meilleur coureur au classement individuel |
| ------ | ---------------------- | ----------------------------------------- |
| 2000   | 3e (GSIII)             | Ondřej Sosenka (392e)                     |
| 2001   | 9e (GSIII)             | František Trkal (584e)                    |
| 2002   |                        |                                           |
| 2003   | 54e (GSIII)            | Martin Mareš (1453e)                      |
| 2004   | 18e (GSIII)            | Jan Faltýnek (453e)                       |

L'équipe participe principalement aux épreuves de l'UCI Europe Tour à partir de 2005. Le tableau ci-dessous présente les classements de l'équipe sur les différents circuits, ainsi que son meilleur coureur au classement individuel.
UCI Asia Tour
| UCI Asia Tour | UCI Asia Tour          | UCI Asia Tour                             | UCI Asia Tour |
| Année         | Classement par équipes | Meilleur coureur au classement individuel |               |
| ------------- | ---------------------- | ----------------------------------------- | ------------- |
| 2007          | 21e                    | Martin Mareš (56e)                        |               |
| 2008          | 50e                    | Petr Benčík (242e)                        |               |
| 2009          | 30e                    | Danilo Hondo (48e)                        |               |
|               |                        |                                           |               |
| Source : UCI  |                        |                                           |               |

UCI Europe Tour
| UCI Europe Tour | UCI Europe Tour        | UCI Europe Tour                           | UCI Europe Tour |
| Année           | Classement par équipes | Meilleur coureur au classement individuel |                 |
| --------------- | ---------------------- | ----------------------------------------- | --------------- |
| 2005            | 18e                    | František Raboň (12e)                     |                 |
| 2006            | 21e                    | Stanislav Kozubek (134e)                  |                 |
| 2007            | 42e                    | Tomáš Bucháček (183e)                     |                 |
| 2008            | 63e                    | André Schulze (102e)                      |                 |
| 2009            | 20e                    | Danilo Hondo (28e)                        |                 |
| 2010            | 23e                    | André Schulze (56e)                       |                 |
| 2011            | 45e                    | Petr Benčík (154e)                        |                 |
| 2012            | 58e                    | Tomáš Bucháček (281e)                     |                 |
| 2013            | 60e                    | Jiří Hudeček (136e)                       |                 |
| 2014            | 45e                    | Paweł Cieślik (85e)                       |                 |
| 2015            | 39e                    | Alois Kaňkovský (50e)                     |                 |
| 2016            | 45e                    | Alois Kaňkovský (280e)                    |                 |
| 2017            | 20e                    | Josef Černý (60e)                         |                 |
| 2018            | 14e                    | Josef Černý (56e)                         |                 |
| 2019            | 20e                    | Jan Bárta (182e)                          |                 |
| 2020            | 15e                    | Adam Ťoupalík (134e)                      |                 |
| 2021            | 14e                    | Adam Ťoupalík (239e)                      |                 |
| 2022            | 13e                    | Jakub Otruba (268e)                       |                 |
| 2023            | 26e                    | -                                         |                 |
|                 |                        |                                           |                 |
| Source : UCI    |                        |                                           |                 |

L'équipe est également classée au Classement mondial UCI qui prend en compte toutes les épreuves UCI et concerne toutes les équipes UCI.
| Classement mondial | Classement mondial     | Classement mondial                        | Classement mondial |
| Année              | Classement par équipes | Meilleur coureur au classement individuel |                    |
| ------------------ | ---------------------- | ----------------------------------------- | ------------------ |
| 2016               | -                      | Alois Kaňkovský (498e)                    |                    |
| 2017               | -                      | Josef Černý (170e)                        |                    |
| 2018               | -                      | Josef Černý (168e)                        |                    |
| 2019               | 40e                    | Jan Bárta (217e)                          |                    |
| 2020               | 36e                    | Adam Ťoupalík (164e)                      |                    |
| 2021               | 33e                    | Adam Ťoupalík (282e)                      |                    |
| 2022               | 33e                    | Jakub Otruba (334e)                       |                    |
| 2023               | 54e                    | Adam Ťoupalík (262e)                      |                    |
| 2024               | 57e                    | Tomáš Přidal (502e)                       |                    |
|                    |                        |                                           |                    |
| Source : UCI       |                        |                                           |                    |

## Elkov-Kasper en 2024
Effectif
| Effectif 2024            | Effectif 2024     | Effectif 2024 | Effectif 2024                         |
| Cycliste                 | Date de naissance | Pays          | Équipe précédente                     |
| ------------------------ | ----------------- | ------------- | ------------------------------------- |
| Michael Boroš            | 9 août 1992       | Tchéquie      | Pauwels Sauzen-Vastgoedservice (2018) |
| Jakub Kuba               | 24 juillet 2005   | Tchéquie      |                                       |
| Adam Kubelka             | 8 mai 2005        | Tchéquie      |                                       |
| Lukáš Kubiš              | 31 janvier 2000   | Slovaquie     | Dukla Banská Bystrica (2023)          |
| Jan Lukeš                | 26 mai 2004       | Tchéquie      |                                       |
| Daniel Mráz              | 22 mars 2004      | Tchéquie      |                                       |
| Tomáš Obdržálek          | 27 mars 2003      | Tchéquie      |                                       |
| Tomáš Přidal             | 2 février 2004    | Tchéquie      |                                       |
| Daniel Rubeš             | 10 novembre 2005  | Tchéquie      |                                       |
| Lukáš Sedlák             | 24 juillet 2005   | Tchéquie      |                                       |
| Jakub Ťoupalík           | 17 juillet 2001   | Tchéquie      | EF Education-Nippo Development (2023) |
| Matěj Zahálka            | 4 décembre 1993   | Tchéquie      | SKC Tufo Prostějov (2017)             |
|                          |                   |               |                                       |
| Source : ProCyclingStats |                   |               |                                       |

Victoires
| Victoires | Victoires                                    | Victoires | Victoires | Victoires     | Victoires |
| Date      | Course                                       | Pays      | Classe    | Vainqueur     |           |
| --------- | -------------------------------------------- | --------- | --------- | ------------- | --------- |
| 10 mars   | 3e étape, Istrian Spring Tour                | Croatie   | 2.2       | Matěj Zahálka |           |
| 28 avr.   | Kirschblütenrennen                           | Autriche  | 1.2       | Lukáš Kubiš   |           |
| 20 juin   | Championnat de Slovaquie du contre-la-montre | Slovaquie | CN        | Lukáš Kubiš   |           |
| 23 juin   | Championnat de Slovaquie sur route           | Slovaquie | CN        | Lukáš Kubiš   |           |
| 23 juin   | Championnat de République tchèque sur route  | Tchéquie  | CN        | Tomáš Přidal  |           |
| 21 juill. | Visegrad 4 Bicycle Race Grand Prix Poland    | Pologne   | 1.2       | Lukáš Kubiš   |           |
| 14 août   | 1re étape du Tour de Roumanie                | Roumanie  | 2.1       | Lukáš Kubiš   |           |